# Francine York
Francine York (Aurora, 26 agosto 1936 – Van Nuys, 6 gennaio 2017) è stata un'attrice e modella statunitense.

## Biografia
Nata in un piccolo paese del Minnesota, iniziò ad appassionarsi alla scrittura e alla recitazione in giovanissima età. A 17 anni vinse un concorso locale di bellezza e intraprese così una carriera di modella che le consentì di girare gli Stati Uniti. Tra le varie esperienze, quella di showgirl al Frank Sennes' Moulin Rouge, un popolare nightclub di Hollywood in cui si esibì tutte le sere per molti mesi. Stancatasi di questa esperienza, si iscrisse ad un corso tenuto dall'attore Jeff Corey. Notata da un produttore teatrale, iniziò con una piccola parte a teatro (Whisper In God's Ear at the Circle Theatre) e in alcuni ruoli minori in molte serie televisive.
Non si è mai sposata e dal 1996 al 2006 fu compagna del regista Vincent Sherman fino alla morte di quest'ultimo.

### Carriera
Attiva sul piccolo e grande schermo fin dai primi anni sessanta, Francine York partecipò a moltissime serie Tv tra i '60 e gli '80, come Perry Mason, Batman, Ironside, Kojak, Mannix, Vita da strega, tra le altre. 
Tra i molti da lei interpretati, da ricordare il ruolo ricorrente di Cleo Fitzgerald nella serie La legge di Burke (1964-1965). Al cinema partecipò come comprimaria a diverse commedie degli anni Sessanta, tra cui alcuni film di Jerry Lewis, come Le folli notti del dottor Jerryll (1963) e Jerry 8¾ (1964). Vestì i panni di Marilyn Monroe nell'horror a basso costo Marilyn: Alive and Behind Bars (1992).

## Filmografia

### Cinema
- Mille donne e un caporale (The Sergeant Was a Lady), regia di Bernard Glasser (1961)
- Sherlocko... investigatore sciocco (It's Only Money), regia di Frank Tashlin (1962)
- Le folli notti del dottor Jerryll (The Nutty Professor), regia di Jerry Lewis (1963)
- Jerry 8¾ (The Patsy), regia di Jerry Lewis (1964)
- I due seduttori (Bedtime Story), regia di Ralph Levy (1964)
- Ammutinamento nello spazio (Mutiny in Outer Space), regia di Hugo Grimaldi (1965)
- I 7 magnifici Jerry (The Family Jewels), regia di Jerry Lewis (1965)
- Space Probe Taurus, regia di Leonard Katzman (1965)
- 4 per Cordoba (Cannon for Cordoba), regia di Paul Wendkos (1970)
- Squadra speciale con licenza di sterminio (The Doll Squad), regia di Ted V. Mikels (1973)
- Qua la mano picchiatello (Smorgasbord), regia di Jerry Lewis (1983)
- The Family Man, regia di Brett Ratner (2000)

### Televisione
- Rescue 8 – serie TV, episodio 1x36 (1959)
- Lock-Up – serie TV, episodio 2x38 (1961)
- Surfside 6 – serie TV, episodio 2x27 (1962)
- The Gallant Men – serie TV, episodio 1x25 (1963)
- Indirizzo permanente (77 Sunset Strip) – serie TV, episodio 5x13 (1963)
- Gli intoccabili (The Untouchables) – serie TV, 1 episodio (1963)
- The Dick Powell Show – serie TV, episodio 2x20 (1963)
- The Greatest Show on Earth – serie TV, episodio 1x19 (1964)
- La legge di Burke (Burke's Law) – serie TV, 5 episodi (1964-1965)
- Operazione ladro (It Takes a Thief) – serie TV, episodio 1x02 (1968)
- The Outsider – serie TV, episodio 1x01 (1968)
- Selvaggio west (The Wild Wild West) – serie TV, episodio 4x13 (1968)
- Ironside – serie TV, 2 episodi (1968-1969)
- Love, American Style – serie TV, 3 episodi (1969-1972)
- Tre nipoti e un maggiordomo (Family Affair) - serie TV, episodio 4x22 (1970)
- La strana coppia (The Odd Couple) – serie TV, 1 episodio (1971)
- Mannix – serie TV, 2 episodi (1971)
- Vita da strega (Bewitched) – serie TV, 1 episodio (1971)
- Kojak – serie TV, 1 episodio (1974)
- Colombo (Columbo) - serie TV, episodio 5x01 (1975)
- Petrocelli – serie TV, 2 episodi (1975-1976)
- Le strade di San Francisco (The Streets of San Francisco) – serie TV, 3 episodi (1974-1977)
- Masquerade – serie TV, 2 episodi (1984)
- Mr. Belvedere – serie TV, 2 episodi (1989)